# Симане
Сима́не (яп. 島根県 Симанэ-кэн) — префектура, расположенная в регионе Тюгоку на острове Хонсю, Япония. Площадь префектуры составляет 6707,96 км², население — 697 398 человек (1 августа 2014), плотность населения — 103,97 чел./км². В 2015 году население префектуры составляло 694 352 человека, площадь — 6708,24 км². Административный центр префектуры — город Мацуэ.

## География
Префектура лежит на побережье Японского моря. На востоке граничит с префектурой Тоттори, на юге — с префектурой Хиросима, на западе — с префектурой Ямагути.
Среднегодовая норма осадков в префектуре составляет 1787,2 мм, среднегодовая температура — 14,9℃.

## Административно-территориальное деление
В префектуре Симане расположено 8 городов и 5 уездов (10 посёлков и одно село).

### Города
Список городов префектуры:
| - Гоцу; - Идзумо; - Масуда; - Мацуэ; | - Ода; - Уннан; - Хамада; - Ясуги. |

### Уезды
Посёлки и сёла по уездам:
| - Нита; - Окуидзумо; | - Ииси; - Иинан; | - Оти; - Кавамото; - Мисато; - Онан; | - Каноаси; - Йосика; - Цувано; | - Оки; - Ама; - Нисиносима; - Окиносима; - Тибу. |

## Символика
Эмблема и флаг префектуры были введены 8 ноября 1968 года. Кроме того в 1990 был создан ещё один логотип.
Цветком префектуры выбрали в 1953 году пион древовидный, деревом — сосну Тунберга (1966), птицей — лебедя-кликуна (2000), а рыбой — летучую рыбу (1989).